# Halálos rémületben
A Halálos rémületben (eredeti cím angolul: The Living Daylights) 1987-ben bemutatott brit kalandfilm, mely a tizenötödik James Bond-film. Ebben a részben jelent meg Timothy Dalton Bond szerepében, és Caroline Bliss mint Miss Moneypenny.
Dalton alakításában a karakter ismét átalakult kissé, a színész ugyanis szerette volna megmutatni Bond szerinte érzelmesebb alakját. Összességében azonban Dalton Bondja éppen hogy túl keményre sikerült a korábbi, könnyedebb Bond-alakítások után. John Barry tizenegy alkalom után ekkor szerzett utoljára zenét Bond-filmhez.

## Cselekmény
Egy gibraltári gyakorlaton az MI6 egyik ügynöke váratlanul gyilkolászni kezdi az ügynöktársait. A 007-es (Timothy Dalton) a nyomába ered, de az üldözés közben felrobban az a dzsip, amivel a renitens ügynök menekülni próbált. Csak egy cédula volt nála: „Szmerty spionam” (oroszul: Halál az ügynökökre”).
Az eset után Bond megbízást kap, hogy Pozsonyból szöktesse meg nyugatra a KGB egyik tábornokát Gregorij Koskovot (Jeroen Krabbé). Amikor a tábornok kiér a konzervatóriumból egy csellista lány megpróbálja lelőni távcsöves puskával, de James kilövi a kezéből a fegyvert és Koskovot a gázvezetéken keresztül csempészi át Nyugatra. A megszöktetett tábornok az MI6 skóciai bázisán közli a brit munkatársaival, hogy a KGB élére új vezető került Leonyid Puskin tábornok személyében, akik felélesztette a "halál a kémekre" hadműveletet, így a szovjetek hamarosan újabb és újabb nyugati titkos ügynököket terveznek kivégezni, veszélybe sodorva ezzel a hidegháború enyhülését. Nem sokkal később egy szovjet kém megtámadja a bázist és Koskovot elrabolja.
Bond visszatér Pozsonyba, hogy ráleljen Koskov mesterlövészére. A lányról kiderül, hogy igazából a barátnője és a megszöktetés pusztán csak félrevezetés volt. James magát Koskov barátjának állítja be és megszökteti Karát (Maryam d’Abo) is Bécsbe, egy igencsak rázós úton keresztül. Eközben az új KGB-vezér Puskin tábornok találkozik egy Brad Whitaker (Joe Don Baker) nevű fegyverkereskedővel Tangerban, akinél lemondja azt a megrendelést, amit Koskov adott le. Ezt persze a díler nem vette jó néven.
Bécsbe érve Bond találkozik ottani kontaktjával, aki feltárja előtte a Koskov és Whitaker közötti igencsak aktív pénzmozgást. Ám mielőtt további információt tudtak volna meg, Koskov embere - aki „elrabolta” őt Angliában - rajtuk üt és végez a 007-es téglájával. James ezt követően Karával együtt Tangerba utazik. Össze is találkozik Puskinnal, aki közli vele, hogy Koskovot korrupció és sikkasztás miatt körözik a KGB-n belül. Belemegy abba, hogy Bond látszólag megölje őt, így Koskov és Whitaker tovább folytathatja ügyleteit és lelepleződhetnek.
Koskov találkozik Karával és rászedi, hogy kábítsa el Bondot, mivel ő KGB-s ügynök és meg akarja ölni. Kara hisz neki és kezére adja a brit ügynököt, akit a lánnyal együtt Afganisztánba visznek repülőn. Ám amint leszállnak a gépről Koskov letartóztatja a barátnőjét is és bezáratja Bonddal együtt a szovjet katonai reptér börtönébe. Onnan persze gyorsan kiszabadulnak, és kiengedik Kamran sahot is, aki a mudzsahíd helyi vezére. Menedéket kínál nekik távoli palotájában.
A sah elmondja nekik, hogy a szovjetek ópiumot vesznek tőlük, amiből ők önvédelmi fegyvereket vásárolhatnak maguknak, persze Whitakertől. James véget akar ennek vetni, így Kamran sah segítségével rajta üt a katonai reptéren, ahonnan éppen egy repülőgéppel ópiumot igyekeznek kicsempészni az országból. A 007-es bombát rak a csomagok közé, de csapdába esik, így a gép vele indul el.
Közben kitör a tűzharc a reptéren Kamran emberei és a szovjet katonák között. Kara egy dzsippel ered a felszálló repülőgép után, amelyen Bond is ott van. De felkerül a raktérbe Koskov embere is, akivel a 007-es harcot vív a levegőben, a gép hátsó részén lógva. Az ópiumot kiszórják, a bombát pedig Kamran emberei és a szovjet egységek közé egy hídra dobják le, menekülést nyújtva a mudzsahídnak. Ezt követően el kell hagyniuk a gépet a levegőben, mert az üzemanyaga elszivárgott. Stílusosan távozva érnek földet.
Bond visszatér Tangerba Whitaker kúriájába, ahol megütközik a fegyverkereskedővel és magával Koskovval is. Míg Whitakerrel végez, addig Koskovot a váratlanul betoppanó Puskin tábornok fogja el és Moszkvába hurcolja „diplomáciai csomagként”.
Ezt követően Kara Bécsben ad elő szólókoncertet, amin részt vesz Kamran sah és Gogol tábornok is, aki Puskin elődje volt a KGB-nél. Baráti beszélgetés veszi kezdetét az afgán és a szovjet diplomaták között. Karlát pedig Bond várja a művésznő öltözőjében és magukra csukják az ajtót egy kis légyottra…

## Szereplők
| Szerep                             | Színész            | magyar hang            | magyar hang            |
| Szerep                             | Színész            | 1. szereposztás (1991) | 2. szereposztás (1996) |
| ---------------------------------- | ------------------ | ---------------------- | ---------------------- |
| James Bond                         | Timothy Dalton     | Kovács István          | Vass Gábor             |
| Kara Milovy                        | Maryam d`Abo       | Fehér Anna             | Rudolf Teréz           |
| Georgij Koszkov tábornok           | Jeroen Krabbé      | Tolnai Miklós          | Uri István             |
| Brad Whitaker                      | Joe Don Baker      | Koroknay Géza          | Papp János             |
| Leonyid Puskin tábornok            | John Rhys-Davies   | Kristóf Tibor          | Bata János             |
| Kamran Shah                        | Art Malik          | Szabó Sipos Barnabás   | Végh Péter             |
| Necros                             | Andreas Wisniewski | Áron László            | Holl Nándor            |
| Saunders                           | Thomas Wheatley    | Imre István            | Laklóth Aladár         |
| Q                                  | Desmond Llewelyn   | Makay Sándor           | Juhász Tóth Frigyes    |
| M                                  | Robert Brown       | Izsóf Vilmos           | Kun Vilmos             |
| Sir Frederick Gray hadügyminiszter | Geoffrey Keen      | Kenderesi Tibor        | Velenczey István       |
| Anatol Gogol tábornok              | Walter Gotell      | N/A                    | Szoó György            |
| Miss Moneypenny                    | Caroline Bliss     | N/A                    | Huszárik Kata          |
| Felix Leiter                       | John Terry         | N/A                    | Kőszegi Ákos           |
| Rubavics                           | Virginia Hey       | N/A                    | N/A                    |